# Darkman II: The Return of Durant
Darkman II: The Return of Durant (no Brasil, Darkman 2 - A Volta de Durant e em Portugal, Vingança Sem Rosto II: O Regresso de Durant) é um filme estadunidense, do ano de 1995, dos gêneros ficção científica, ação e drama, dirigido por Bradford May.

## Enredo
Peyton Westlake (Arnold Vosloo), o cientista que acreditava ter destruído Durant (Larry Drake), seu principal inimigo e o responsável pela destruição do seu rosto, descobre que ele está vivo. Durant planeja assumir o controle da venda de drogas, colocando no mercado negro de armamentos uma nova arma que tem uma capacidade de destruição inigualável, assim todos vão se eliminar e o caminho ficará aberto para ele controlar novamente a cidade.

## Elenco
- Larry Drake.......Robert G. Durant
- Arnold Vosloo.......Darkman / Peyton Westlake
- Kim Delaney.......Jill Randall
- Renée O'Connor.......Laurie Brinkman
- Lawrence Dane.......Dr. Alfred Hathaway
- Jesse Collins.......Dr. David Brinkman
- David Ferry.......Eddie
- Rod Wilson.......Ivan Druganov
- Jack Langedijk.......Rollo Latham
- Sten Eirik.......Whitey
- Steve Mousseau.......Roy
- James Millington.......Sr. Perkins
- Phillip Jarrett.......Dan
- Kevin Rushton.......Skinhead
- Graham Rowat.......Produtor Bob
- Chris Gillett.......Chefe do Bob
- David Clement.......Det. Stringer
- Catherine Swing.......Bonnie Cisco
- Anne Marie DeLuise.......Recepcionista
- Adam Bramble.......Médico